# 平手志歩
平手 志歩（ひらて しほ）は、元鹿児島放送 (KKB) のアナウンサー。

## 来歴
愛知県出身。愛知教育大学大学院修了。
大学4年生の頃に、中京テレビ (CTV) の『オードリーさん、ぜひ会って欲しい人がいるんです！』に1日限定のアシスタントMCとして出演したことがある。当時は教職志望であったが、番組出演を機にアナウンサーも進路の1つとして考えるようになり、以後は学業と並行して名古屋アナウンスワークショップ (NAWS) にも通っていた。
そして2018年4月に鹿児島放送に入社し、同局のアナウンサーになる。
2025年3月に鹿児島放送を退職。

## 担当番組
☆は現在出演している番組
- ぷらナビ+ - MC[4][5] ☆
- ANNニュース - 昼、鹿児島ローカル枠 ☆
- News+おやっと! - 週末イチオシLive（リポーター）☆